# Дихроа
Дихроа (лат. Dichroa) — род растений семейства Гортензиевые, включающий в себя 13 видов кустарников, распространённых в Восточной и Юго-Восточной Азии.

## Биологическое описание
Листопадные кустарники высотой 1—3 м.
Цветки собраны в крупные соцветия.
Плоды — глянцевые фиолетово-голубые ягоды.

## Виды
По информации базы данных The Plant List, род включает 13 видов:
- Dichroa daimingshanensis Y.C.Wu
- Dichroa febrifuga Lour. — Дихроа противолихорадочная
- Dichroa hirsuta Gagnep.
- Dichroa mollissima Merr.
- Dichroa parviflora Schltr.
- Dichroa pentandra Schltr.
- Dichroa philippinensis Schltr.
- Dichroa platyphylla Merr.
- Dichroa schumanniana Schltr.
- Dichroa tristyla W.T.Wang & M.X.Nie
- Dichroa versicolor (Fortune) D.R.Hunt
- Dichroa yaoshanensis Y.C.Wu
- Dichroa yunnanensis S.M.Hwang